# Munkanpalli, Sedam
Munkanpalli là một làng thuộc tehsil Sedam, huyện Gulbarga, bang Karnataka, Ấn Độ.